# Skarðsmýrarfjall
Skarðsmýrarfjall är ett berg i republiken Island. Det ligger i regionen Suðurland, 28 km öster om huvudstaden Reykjavík. Toppen på Skarðsmýrarfjall är 597 meter över havet, eller 111 meter över den omgivande terrängen. Bredden vid basen är 2,1 km.
Trakten runt Skarðsmýrarfjall är nära nog obefolkad, med mindre än två invånare per kvadratkilometer. Närmaste större samhälle är Hveragerði, omkring 10 kilometer sydost om Skarðsmýrarfjall. Trakten runt Skarðsmýrarfjall består i huvudsak av gräsmarker.